# Sara Michelin
Sara Kristina Michelin, född Grönlund 8 april 1968 i Maria Magdalena församling, Stockholm, är en svensk organist, domkyrkoorganist och körledare i Linköping.

## Biografi
Sara Michelin föddes 1968 i Stockholm som dotter till kyrkoherden Erik Axel Grönlund och Gudrun Ursula Kristina Grönlund. Michelin är utbildad vid Kungliga musikhögskolan och har verkat som organist bland annat i Linköpings Johannelunds församling i Linköping. Hon blev 1999 organist i Norrköpings S:t Olai församling i Norrköping och hade i församlingen hand om körerna Joykören, S:t Olai Motettkör, Novakören och en barnkör. I april 2014 anställdes hon som organist i Linköpings domkyrkoförsamling. Den 17 juni 2015 utnämndes Michelin till domkyrkoorganist i församlingen där hon efterträdde Lars Åberg den 1 augusti 2015.
Michelin var från 2002 till 2010 förbundsdirigent och styrelseledamot i Linköpings stifts kyrkosångsförbund. Hon valdes 2011 till förbundsdirigent och styrelseledamot i Sveriges Kyrkosångsförbund och efterträdde förbundsdirigenten Alf Bengtsson.
Michelin startade på internationella kvinnodagen den 8 mars 2024 föreningen Sveriges Kvinnliga Organister, tillsammans med organisten Sofia Östling i Lund och stiftsmusiker Maria Säfsten i Strängnäs stift.